# Reyes Martí
Reyes Martí Miró (Burriana, 1965) es una pirotécnica y diseñadora de espectáculos pirotécnicos española. Ha sido pionera en un sector tradicionalmente masculino, siendo la primera mujer en disparar espectáculos pirotécnicos en espacios emblemáticos de la Comunidad Valenciana.

## Trayectoria
Forma parte de la quinta generación al frente de Pirotecnia Martí, empresa familiar fundada en 1868. Desde pequeña, mostró interés por el oficio familiar, comenzando a ayudar a su padre en el taller con cinco años. Aunque sus inicios en la pirotecnia fueron poco comunes para una mujer en ese momento, su persistencia la llevó a dedicarse profesionalmente al diseño y ejecución de espectáculos pirotécnicos desde 1991.
Fue la primera mujer en disparar un mascletá en las tres capitales de provincia de la Comunidad Valenciana: en la Plaza del Ayuntamiento de Valencia, en la Plaza de los Luceros de Alicante, y en la Plaza del Primer Molí de Castellón. Desde 2014, es la encargada de la mascletá del 8 de marzo, coincidiendo con el Día Internacional de la Mujer, en las Fallas de Valencia. En 2018, hizo historia al ser la primera mujer en encargarse de los tres disparos principales de las Fallas: la mascletá, la 'nit del foc' y la cremá de las fallas municipales de Valencia.
Se convirtió en gerente de Pirotecnia Martí, incorporando cambios relevantes en la empresa, como una mayor presencia femenina en el equipo, que cuenta con más mujeres que hombres. Bajo su dirección, la empresa ha participado en numerosos concursos y eventos pirotécnicos nacionales e internacionales.

## Reconocimientos
Desde 1990, Reyes Martí Miró ha recibido distintos reconocimientos como el Fadrí d'Or, y ha sido galardonada con el primer premio en más de una decena de concursos de mascletás en diferentes ciudades de la Comunidad Valencia. En 2006, recibió la Concha de Bronce en el Concurso Internacional de Fuegos Artificiales de San Sebastián, y en 2008, la Concha de Plata en el mismo certamen. En 2009, obtuvo varios galardones importantes, como el primer premio en el Festival Internacional de Piromusicales de El Ejido, el Concurso Internacional de Castillos de Fuegos Artificiales de Tarragona, el Premio Tronades de Santa Tecla y el Premio Especial de la Fiesta Mayor de Granollers. Ese mismo año fue distinguida también con el Premio Isabel Ferrer de la Generalidad Valenciana.
En 2014, la Asociación de Empresarias y Profesionales de Valencia (EVAP) la galardonó con el Premio Profesionalidad que tienen como objetivo dar visibilidad a las mujeres que sirven de modelo para las nuevas generaciones y reconocer sus trayectorias. En 2024, fue galardonada con el Premio Especialíssimm de la Federación de Fallas de Especial y el Colegio de Administradores de Fincas de Valencia-Castellón, por su trayectoria, destacando su figura como referente en el arte pirotécnico valenciano.